# Hessischer Jazzpreis
De Hessische Jazzpreis is een jaarlijkse jazzprijs van de Duitse deelstaat Hessen, in 1991 ingesteld door het ministerie van Wetenschap en Cultuur ter bevordering en ontwikkeling van de jazz en jazzmusici in Hessen. De winnaar krijgt een prijs van tienduizend euro.

## Uitreiking
De uitreiking heeft meestal plaats op het 'Hessischen Jazzpodium', waarvoor elk jaar een andere jazzvereniging in Hessen verantwoordelijk is. In het kader van het feestconcert treden elk jaar tientallen musici op.

## Prijswinnaars
- 1991 Heinz Sauer, saxofonist
- 1992 Jazzfreunde Fulda
- 1993 Elvira Plenar, pianiste en componiste
- 1994 Bob Degen, pianist en componist
- 1995 Emil Mangelsdorff, saxofonist
- 1996 Jürgen Wuchner, contrabassist
- 1997 Werner Wunderlich, journalist
- 1998 Alfred Harth, saxofonist, klarinettist en componist
- 1999 geen uitreiking vanwege opheffing Jazzakademie
- 2000 Ekkehard Jost, muziekwetenschapper en saxofonist
- 2001 Ralf-Rainer Hübner, drummer en componist
- 2002 Wolfram Knauer, muziekwetenschapper
- 2003 Janusz Stefański, drummer en componist
- 2004 Günter Lenz, contrabassist
- 2005 Christof Lauer, saxofonist
- 2006 Jazzinitiative Gießen
- 2007 Uwe Oberg, pianist
- 2008 Detlef Landeck, trombonist
- 2009 hr-Jazzensemble
- 2010 Stephan Schmolck, bassist
- 2011 Reimer von Essen, klarinettist en bandleider
- 2012 Thomas Cremer, drummer, producent, organisator
- 2013 Vitold Rek, bassist
- 2014 Franz-Josef Schwade en Horst Aussenhof, beide jazzdocenten
- 2015 Valentín Garvie, componist en trompettist
- 2016 Contrast Trio
- 2017 Anke Helfrich, pianist